# Дунінув-Дужи
Дунінув-Дужи (пол. Duninów Duży) — село в Польщі, у гміні Новий Дунінув Плоцького повіту Мазовецького воєводства.
Населення — 135 осіб (2011).
У 1975-1998 роках село належало до Плоцького воєводства.

## Демографія
Демографічна структура станом на 31 березня 2011 року:
|          | Загалом | Допрацездатний вік | Працездатний вік | Постпрацездатний вік |
| -------- | ------- | ------------------ | ---------------- | -------------------- |
| Чоловіки | 61      | 12                 | 44               | 5                    |
| Жінки    | 74      | 21                 | 35               | 18                   |
| Разом    | 135     | 33                 | 79               | 23                   |